# Mpindimbi
Mpindimbi ist ein Verwaltungsbezirk (englisch Ward) des Distrikts Masasi in der tansanischen Region Mtwara.

## Geografie
Mpindimbi liegt im Südosten von Tansania etwa 15 Kilometer Luftlinie östlich der Distrikthauptstadt Masasi. Der Bezirk grenzt im Norden an Chikukwe und Chiwata, im Nordosten an Chilangalanga, im Osten an Mnyambe, im Süden an Namwanga, Mijelejele, Nanjota und Mumbaka und im Westen an Marika und Chanikanguo. Bei der Volkszählung 2022 lebten 8689 Menschen in 2814 Haushalten auf einer Fläche von 186 Quadratkilometern.

## Gliederung
Der Bezirk besteht aus fünf Gemeinden (Mtaa) mit 34 Orten (Kitongoji):
| Shauri Moyo - Songambele - Tupendane - Tulieni - Umoja - Kilimani Hewa | Kanyimbi - Muhimbili - Majengo - Chilikwaa - Mkunguni - Amani - Muungano | Kachepa - Mapinduzi - Jamhuri - Mdenga - Kawambala - Msasani - Mbozi - Majengo - Namajani - Mlundelunde | Mpindimbi - Nandete - Shujeta - Michengani - Namakongwa - Dodoma - Temeke - Maendeleo - Tulieni - Mbuyuni | Mapale - Tekeleza - Amani - Chipolombe - Mwanakarivai - Kanisani |

## Wirtschaft und Infrastruktur
- Landwirtschaft: Ein wichtiges Anbauprodukt sind Cashew-Nüsse, wobei für die Bio-Qualität rund das doppelte als für konventionell angebaute Nüsse gezahlt wird.[8]
- Bildung: Die Mpindimbi Secondary School ist eine staatliche weiterführende Tagesschule, die Jugendliche bis zur 4. Stufe ausbildet.[9]
- Verkehr: Durch den Nordwesten des Bezirks verläuft die asphaltierte Nationalstraße T6, die nach Westen nach Masasi und nach Osten nach Mtwara führt.[10]